# Morscheid

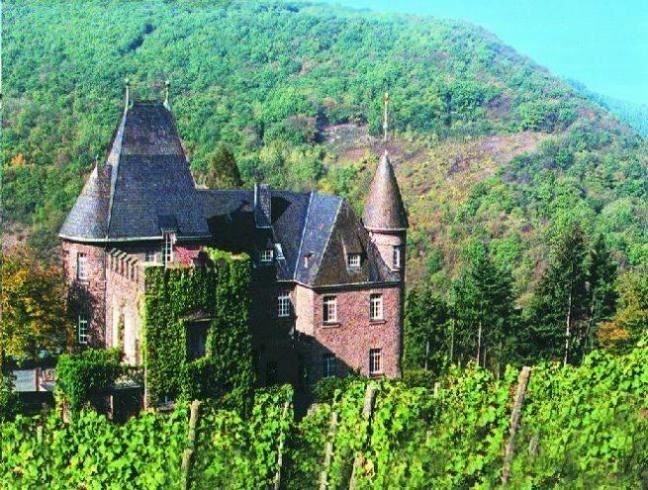
Schloss Marienlay

Morscheid (moselfränkisch: Moatscheld) ist eine Ortsgemeinde im Landkreis Trier-Saarburg in Rheinland-Pfalz. Sie gehört der Verbandsgemeinde Ruwer an, die ihren Verwaltungssitz in Waldrach hat.

## Geographie
Der Ort liegt auf einem Höhenrücken des Osburger Hochwalds zwischen den Tälern von Ruwer und Riveris. Die dreiseitig abfallende und nach Norden am Zusammenfluss der Bäche abgerundete Schieferhochfläche verleiht Morscheid eine exponierte Lage. Stollen und Gruben weisen auf den ehemaligen Abbau von Schiefer und Erz hin.
Die Steillage im nordöstlichen Bereich der Gemarkung ist mit Reben bepflanzt. Hier liegt auch das Landschaftsbild prägende Weingut Schloss Marienlay (20. Jahrhundert). Das Dorf liegt auf einer Höhe von ungefähr 250–350 m ü. NHN. Der höchste Punkt des Morscheider Gebietes liegt allerdings auf rund 480 m ü. NHN.
Zu Morscheid gehören auch die Wohnplätze Schloss Marienlay, Im Lonschenberg, Herrgottsmühle, Lichtenthalsmühle und Studentenmühle.
Auf der Gemarkungsgrenze von Morscheid verläuft der Premiumwanderweg Morscheider Grenzpfad.

## Geschichte
Die erste Nennung im Zusammenhang mit einem Gut des Trierer Erzbischofs Poppo von Babenberg (1016–1047) in „Murcid“ und das Martinus-Patrozinium der katholischen Pfarrkirche legen eine Entstehung in der Karolingischen Rodungsperiode nahe.
Bevölkerungsentwicklung
Die Entwicklung der Einwohnerzahl von Morscheid, die Werte von 1871 bis 1987 beruhen auf Volkszählungen:
| Jahr | Einwohner |
| ---- | --------- |
| 1815 | 227       |
| 1835 | 266       |
| 1871 | 321       |
| 1905 | 420       |
| 1939 | 509       |
| 1950 | 526       |
| 1961 | 598       |

| Jahr | Einwohner |
| ---- | --------- |
| 1970 | 710       |
| 1987 | 745       |
| 1993 | 796       |
| 1999 | 822       |
| 2005 | 915       |
| 2011 | 951       |
| 2022 | 913       |

## Politik

### Gemeinderat
Der Gemeinderat in Morscheid besteht aus zwölf Ratsmitgliedern, die bei der Kommunalwahl am 9. Juni 2024 in einer Mehrheitswahl gewählt wurden, und dem ehrenamtlichen Ortsbürgermeister als Vorsitzendem.

### Bürgermeister
Frederik Wächter wurde am 10. Juli 2024 Ortsbürgermeister von Morscheid. Da bei der Direktwahl am 9. Juni 2024 kein Wahlvorschlag eingereicht wurde, oblag die Neuwahl des Bürgermeisters gemäß rheinland-pfälzischer Gemeindeordnung dem Rat, der sich auf seiner konstituierenden Sitzung für Frederik Wächter entschied.
Wächters Vorgänger Josef Weber hatte das Amt 25 Jahre inne und kandidierte bei der Wahl 2024 nicht erneut als Ortsbürgermeister.

### Wappen
| Wappen von Morscheid | Blasonierung: „Unter blauem Schildhaupt mit silbernem, goldgegrifftem Schwert, von Silber über Schwarz schräglinks geteilt, oben ein grüner Eichenzweig mit Blatt und Eichel, unten eine rautenförmige silberne Gürtelschnalle.“ |
| Wappen von Morscheid | Wappenbegründung: Nach einer Urkunde des Trierer Erzbischofs Poppo von Babenberg (1016–1047) wird das Gut „Murcid“ erwähnt. Bereits 1430 erscheinen die Herren von Schmidtburg (Schenk von Schmidtburg) als Inhaber des Ortes. Sie sind Grundherren des Dorfes und erhalten als solche von jeder Familie Abgaben. Sie sind Kollatoren der Kirche und erhalten 2/3 des gesamten Zehnten. Ihr Wappen: In Schwarz eine rautenförmige, weiße Gurtschnalle (sogen. „Rink“), belegt mit bunten Steinen, ist hier gemindert wiedergegeben. Das Martinuspatrozinium ist durch die Wiedergabe seines Attributes, einem Schwert, symbolisiert. Als Hinweis auf die Eichenwaldungen von Morscheid steht im mittleren Schild ein Eichenblatt mit Eichel. |

## Infrastruktur
In Morscheid gibt es ein Bürgerhaus, eine Sportanlage sowie eine Kindertagesstätte.